# Tivissa
Tivissa (spanisch Tivisa) ist eine Gemeinde im Süden Kataloniens mit 1.632 Einwohnern (Stand: 2024) und liegt in der Provinz Tarragona und der Comarca Baix Camp. Neben dem Hauptort Tivissa besteht die Gemeinde aus den Ortschaften La Serra d'Almos, Darmós und Llaberia.

## Lage
Tivissa liegt etwa 50 Kilometer westsüdwestlich von Tarragona in einer Höhe von ca. 310 m. 

## Bevölkerungsentwicklung
| Jahr      | 1970 | 1981 | 1991 | 2001 | 2011 | 2021 |
| Einwohner | 2028 | 1957 | 1786 | 1775 | 1824 | 1639 |

## Sehenswürdigkeiten
Der Schatz von Tivissa der in der Burgruine von Banyoles nordwestlich von Tivissa gefunden wurde, besteht aus 17 Gold- und Silberstücken.
- Burgruine von Banyoles
- Jakobuskirche (Iglesia de Sant Jaume)
- Johanniskapelle
- Michaeliskirche
- Dominikuskirche
- Blasiuskapelle

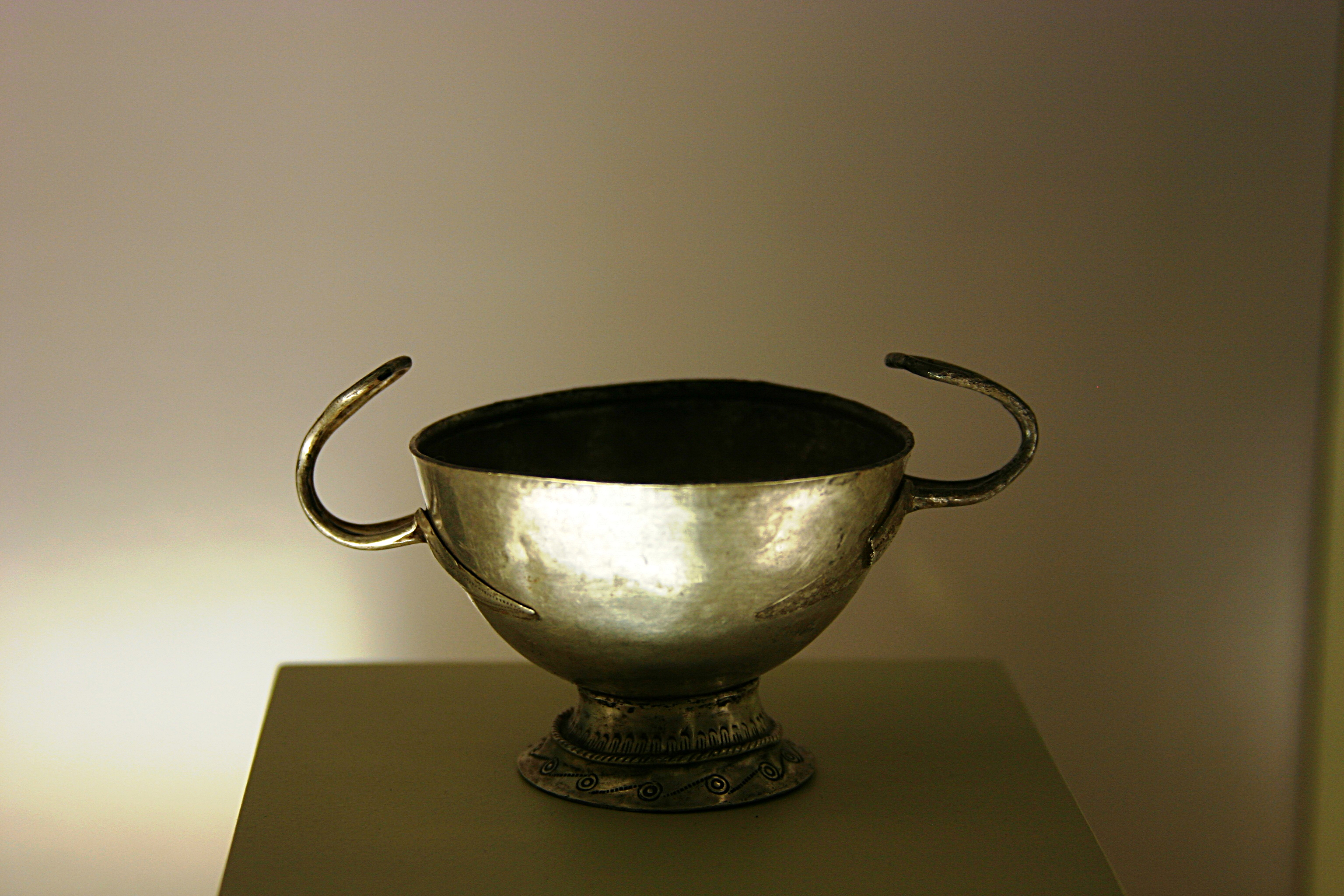
Silberschale des Schatzes
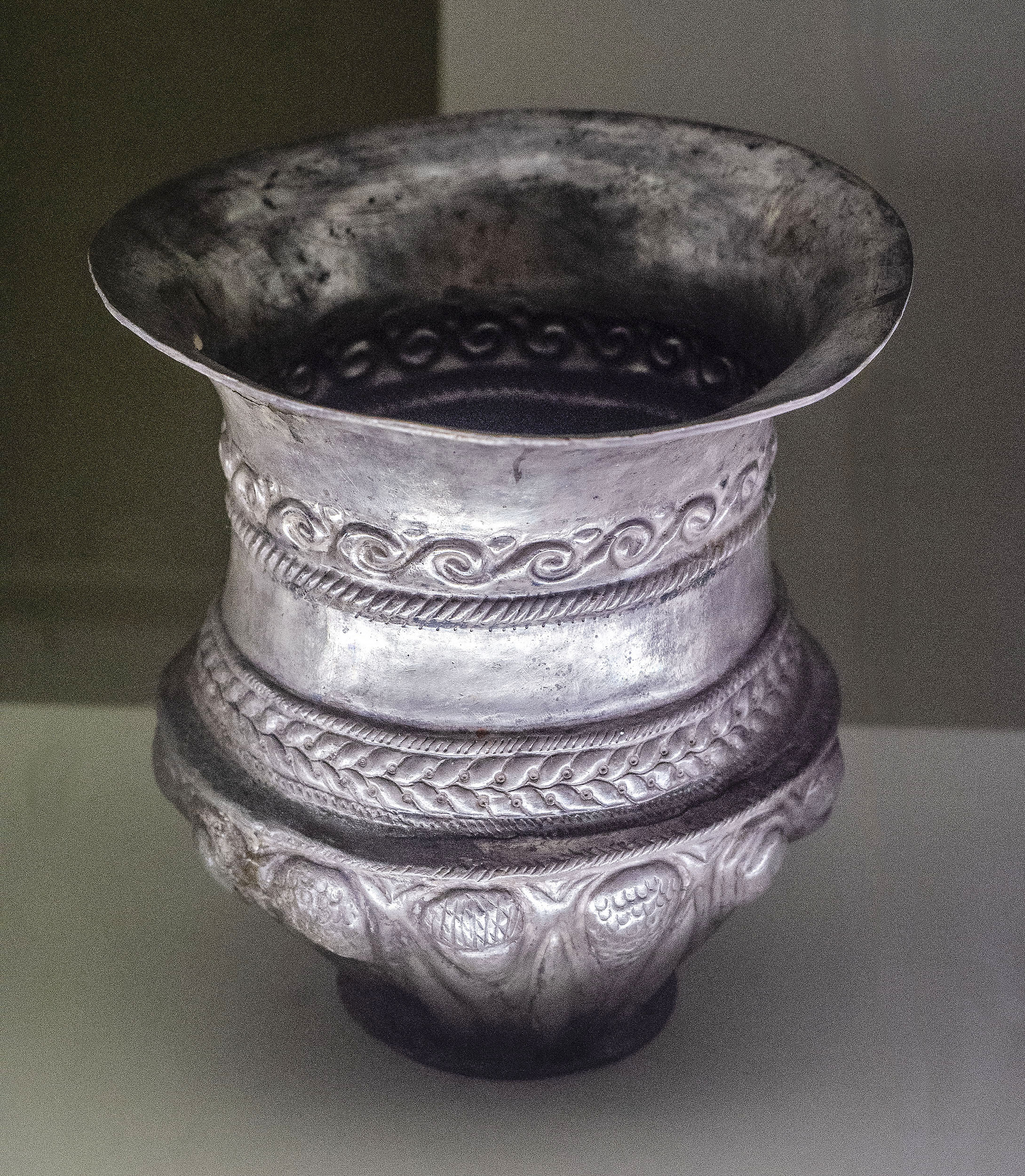
Silberbecher des Schatzes
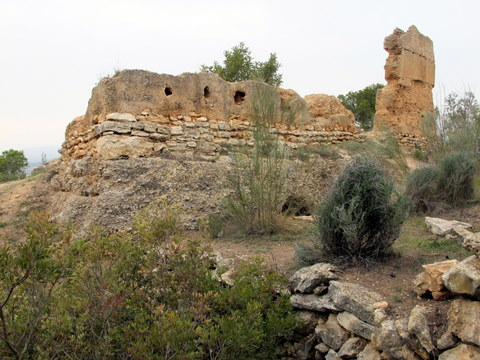
Burgruine von Banyoles
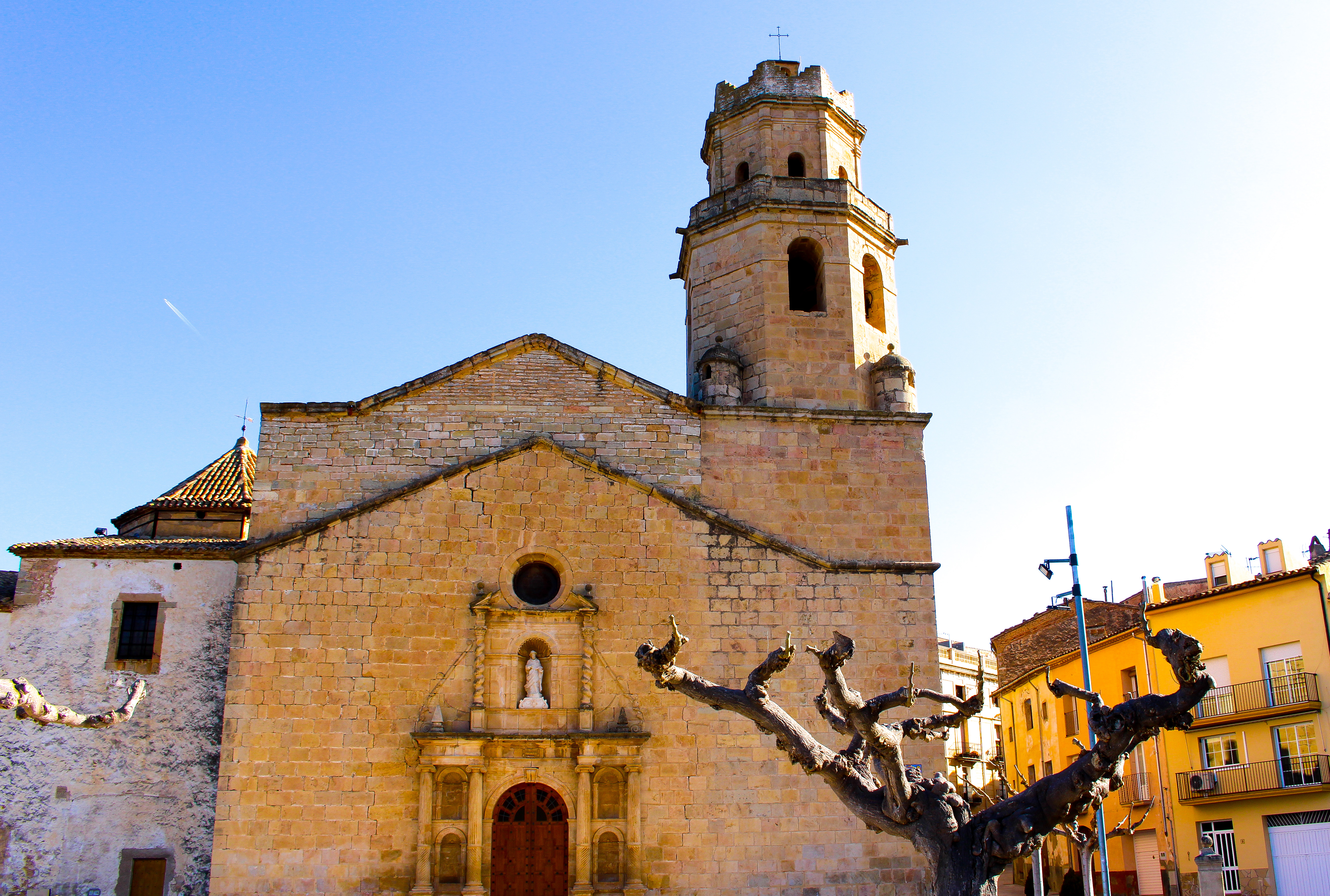
Jakobuskirche
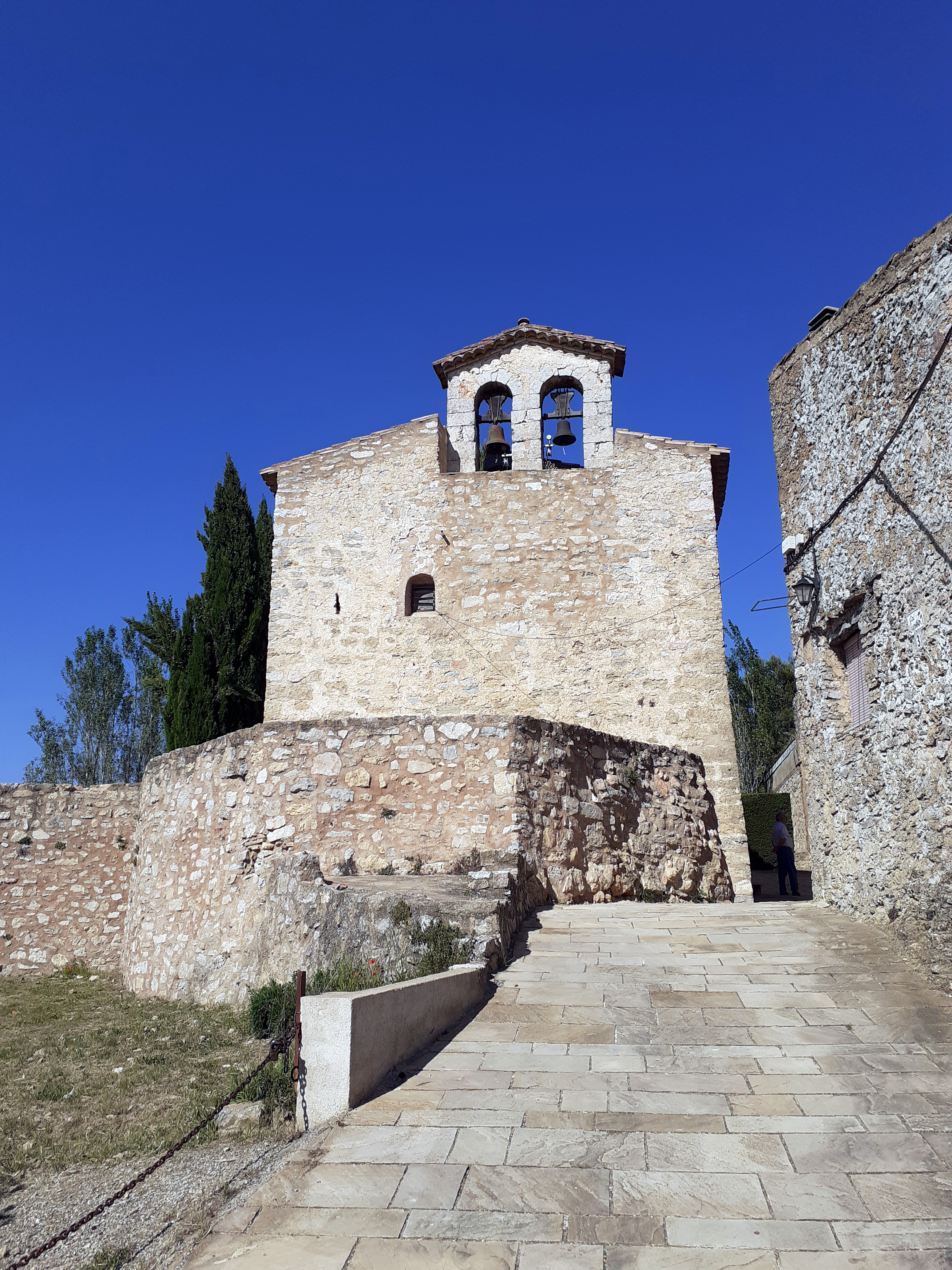
Johanniskapelle
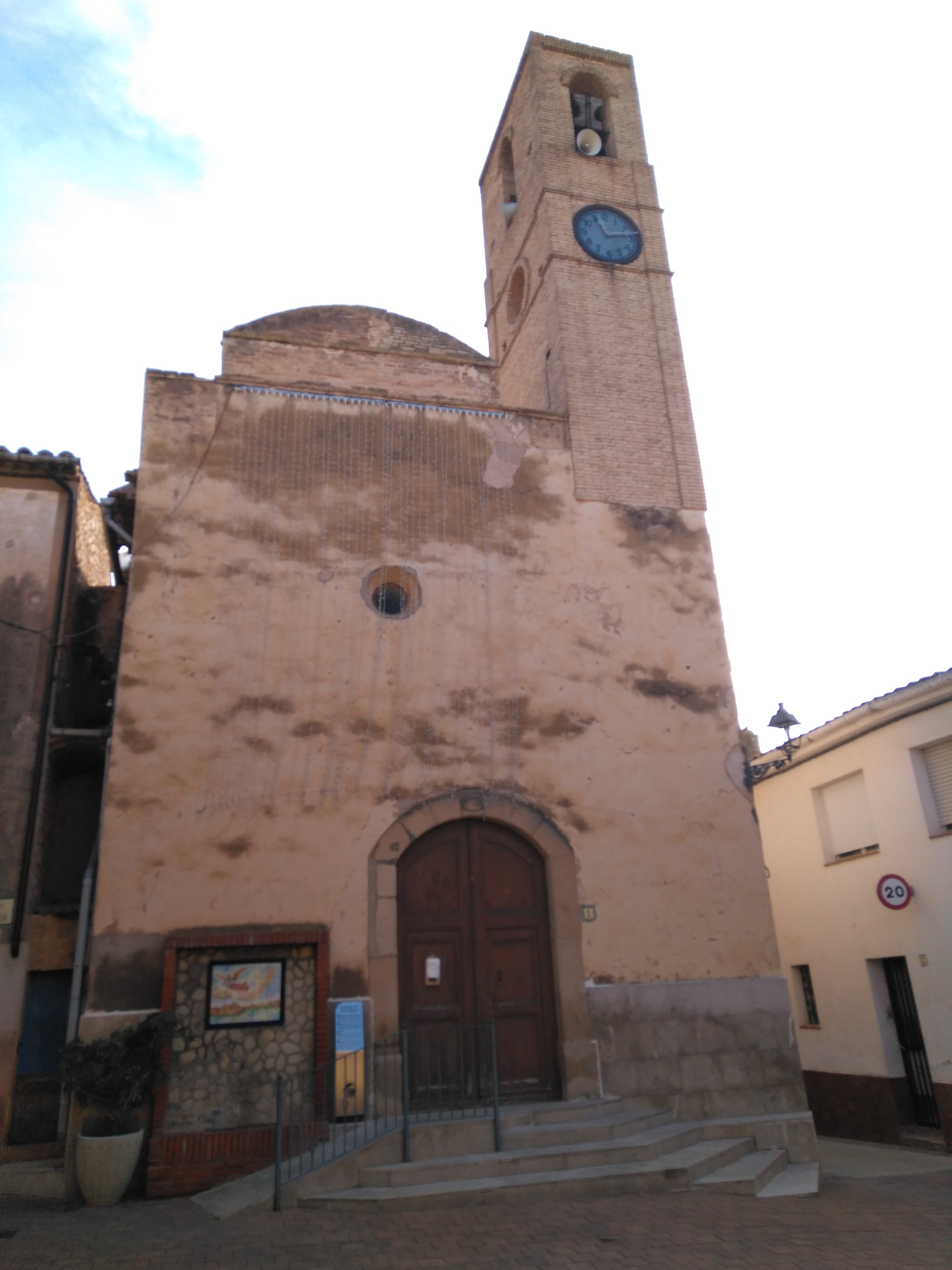
Michaeliskirche
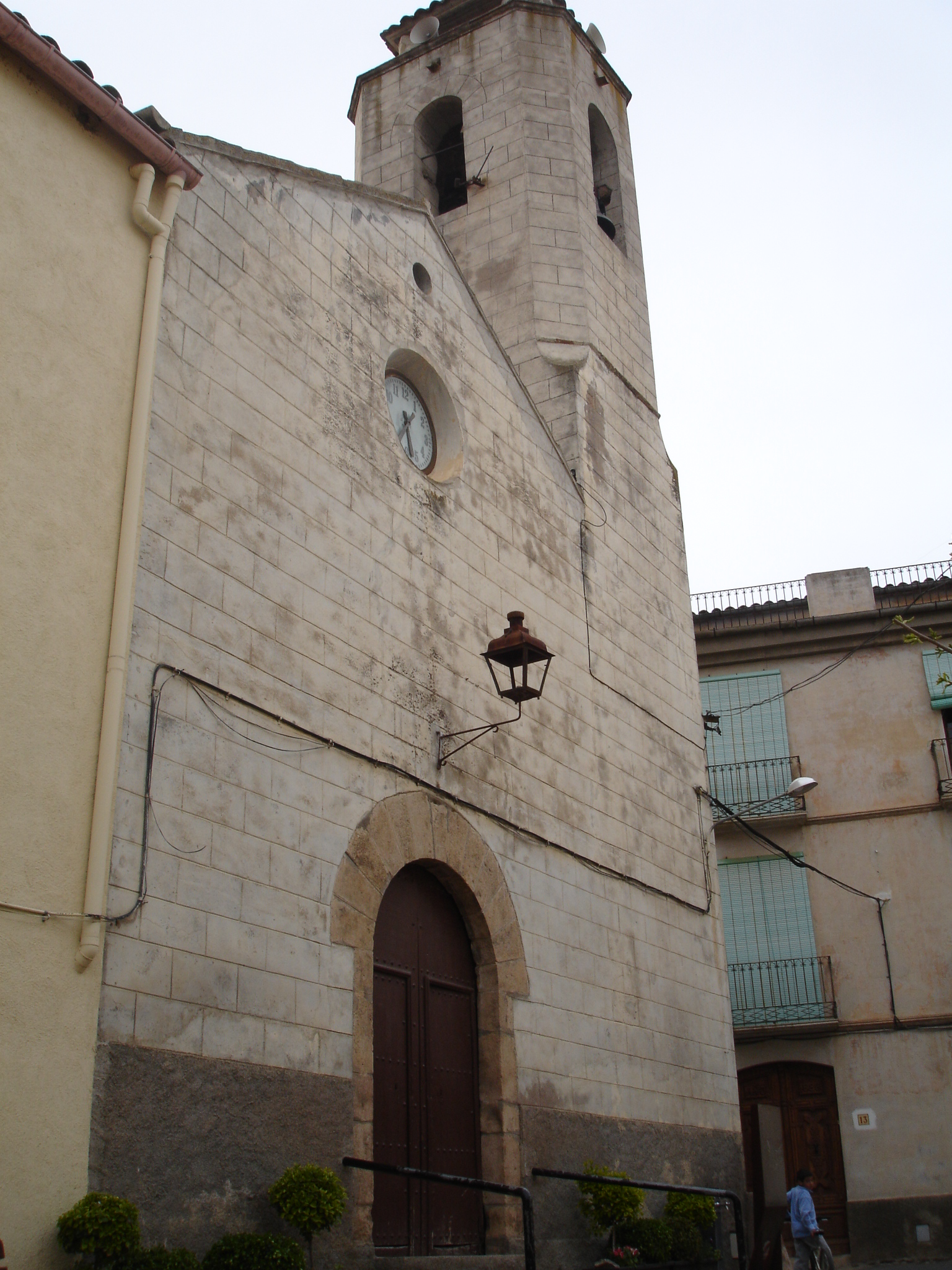
Dominikuskirche
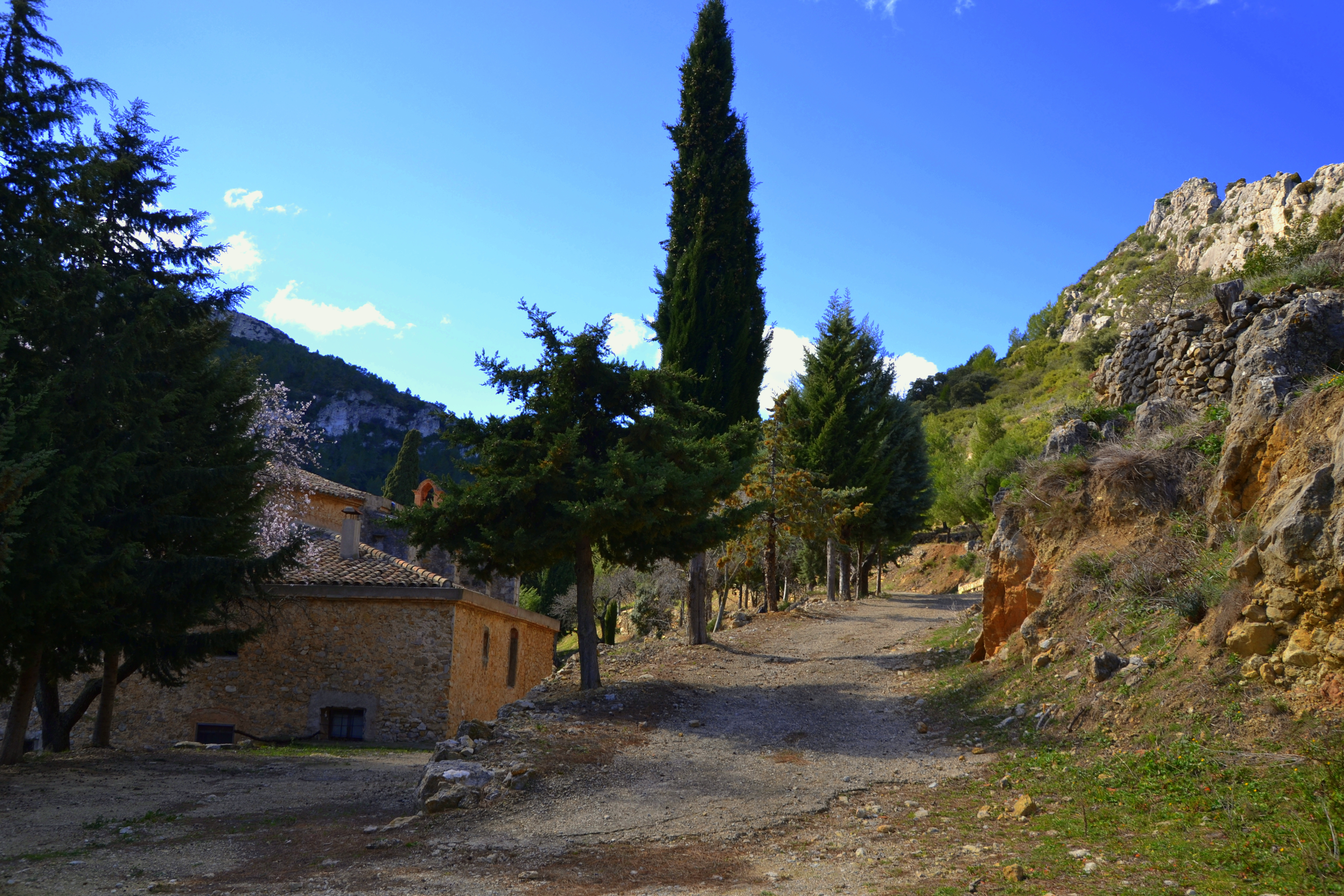
Blasiuskapelle

## Persönlichkeiten
- Josep-Lluís Serrano Pentinat (* 1977), römisch-katholischer Geistlicher, Bischof von Urgell